# CBS Reality
CBS Reality (cunoscut anterior ca Reality TV și Zone Reality) este un canal de televiziune prin cablu transmis în Europa, Orientul Mijlociu și Africa care se concentrează pe emisiuni de televiziune reality.
Canalul a fost lansat pe 30 noiembrie 1999 ca un parteneriat între UPCtv si Zone Vision.
Canalul a fost lansat in România pe 4 mai 2000 la Genius Network din Galați și Pellin Cable Network din Constanța, pe 1 septembrie 2000 la Astral și UPC. Pe 15 aprilie 2002 s-a lansat la RCS (Digi).
Pe 14 septembrie 2009 Chellomedia (mai târziu AMC Networks International) a început un parteneriat cu CBS Studios International (mai târziu Paramount Networks EMEAA) urmat de redenumirea canalului din Zone Reality în CBS Reality pe 16 noiembrie 2009 în Marea Britanie, respectiv 3 decembrie 2012 în restul Europei, inclusiv România.

## Programe
- 48 Hours
- 999
- After the Attack
- After the Attack 2
- Amazing Medical Stories
- America's Dumbest Criminals
- Animal Miracles
- Bad Kids
- Be Rude!
- Beach Patrol
- Beyond Belief: Fact or Fiction
- Beyond Bizarre
- Big Game
- Bondi Rescue
- California's Most Haunted
- Cheaters
- Caught On Tape
- Consilier de urgență
- Creepy
- Crime Story
- Crime and Punishment
- Crossing Over with John Edward
- Daring Capers
- Deadly Crossings
- Donal MacIntyre: Unsolved
- Dr. Phil
- Driving School
- Eye for an Eye
- Ghost Hunt
- Global Cops
- Haunted Hotels
- iDetective
- Impacto TV
- I'm Not Listening to You
- In the Line of Duty
- It's a Miracle
- Jerseylicious
- Joe Millionaire
- Judge Judy
- Lifeline
- Keeping Up with the Kardashians
- Little Miracles
- Lockup
- Mostly True Stories: Urban Legends Revealed
- Forensic Files
- Outrageous Vacation Videos
- Paramedics
- Paranormal Borderline
- Police In Action
- Power, Privilege & Justice
- Psychic Interactive
- Psychic Private Eyes
- Rapid Response
- Real Strange
- Remarkable Vets
- Rescue 911
- Scariest Places on Earth
- Scary But True
- Seven Days That Changed
- Skin Deep
- Ski Resort
- Spy TV
- Shark Chasers
- Smash Cuts
- Storm Stories
- Survival of the Dumbest
- Survival Test: Dangerous
- Sylvania Waters
- Tainted Evidence
- The Clampers
- The Power of One
- The World's Funniest
- The Zoo
- Thrill Rides: Put To The Test
- Trauma
- True Stories
- Unexplained Mysteries
- Unsolved Mysteries
- Weird Homes
- Weird Wheels
- Whacked Out Sports
- What Should You Do?
- When Animals Attack!
- When Good Pets Go Bad
- When Hidden Cameras Attack
- Wild & Crazy
- World's Most Amazing Videos
- Zoo Babies